# 40+
40+ är ett samlingsalbum med Halvdan Sivertsen. Albumet innehåller två tidigare outgivna låtar och utgavs 2005 av skivbolaget Nordaførr AS.

## Låtlista
CD 1
1. "En gang te" (tidigare outgiven) – 3:45
2. "Nordaførr vårvisa" (från Nordaførr) – 4:12
3. "Kjærlighetsvisa" (från Nordaførr) – 3:34
4. "Sangen om i morra" (från Sangen om i morra) – 4:28
5. "Josefs julevise" (från Sangen om i morra) – 4:20
6. "Amerika" (från Amerika) – 4:07
7. "Aleina" (från Amerika) – 3:24
8. "Levende lyd" (från Amerika) – 2:59
9. "Speil" (från Amerika) – 4:24
10. "Charlie" (från Amerika) – 3:16
11. "Hus ved havet" (från Ny & naken) – 3:55
12. "Tenne på musikk" (från Ny & naken) – 2:40
13. "...din egen vei" (tidigare outgiven) – 3:12
14. "Frihet" (från Ny & naken) – 3:58
15. "Sommerfuggel i vinterland" (från Ny & naken) – 4:22
16. "Fin morra" (från Ny & naken) – 3:56
17. "Førr ei dame" (från Førr ei dame) – 3:11
18. "Kjerringøy" (från Førr ei dame) – 3:35
19. "Tom til ti" (från Førr ei dame) – 2:26
20. "Små ord" (från Førr ei dame) – 3:01
21. "Prøv igjen" (från Førr ei dame) – 4:52

CD 2
1. "Lyst hele natta" (från Førr ei dame) – 2:32
2. "Venner" (från Typisk norsk, med Gitarkameratene) – 3:15
3. "Ti tusen tommeltotta" (från Hilsen Halvdan) – 3:06
4. "Sverre nord i verret" (från Kjærlighetslandet) – 3:20
5. "Som en engel" (från Kjærlighetslandet) – 3:58
6. "Hvis du vil ha mæ" (från Kjærlighetslandet) – 3:43
7. "Hr. Petter til Alstahaug" (från Kjærlighetslandet) – 4:33
8. "Varm kakao, fjernkontrollen og Fantomet" (från Kjærlighetslandet) – 3:44
9. "Vi vil leve lenge" (från Kjærlighetslandet) – 3:52
10. "Kjærlighetslandet" (från Kjærlighetslandet) – 5:08
11. "Bruremarsj fra Lødingen" (Trad. – från Kjærlighetslandet) – 3:32
12. "Himmelen e havet" (från Helt Halvdan) – 4:35
13. "Messias mot messias" (från Helt Halvdan) – 4:21
14. "Maja" (från Helt Halvdan) – 3:27
15. "Savna dæ" (från Helt Halvdan) – 4:27
16. "Øyan dine" (från Tvil, håp og kjærlighet) – 3:58
17. "Lovise Lind" (från Tvil, håp og kjærlighet) – 3:37
18. "Sola i desember" (från Tvil, håp og kjærlighet) – 3:48
19. "Samtidig" (från Tvil, håp og kjærlighet) – 3:10
20. "Tvil håp og kjærlighet" (från Tvil, håp og kjærlighet) – 2:14

- Alla låtar skrivna av Halvdan Sivertsen där inget annat anges.